# Công quốc Nysa
Công quốc Nysa (tiếng Ba Lan: Księstwo Nyskie, tiếng Séc: Niské knížectví) hay Công quốc Neisse (tiếng Đức: Herzogtum Neisse) là một trong những công quốc của Silesia với thủ đô là Nysa ở Hạ Silesia. Cùng với Công quốc Siewierz là công quốc giáo hội duy nhất ở vùng Silesia, do nó được cai trị bởi một giám mục của Giáo hội Công giáo. Ngày nay, lãnh thổ của nó được phân chia giữa Ba Lan và Cộng hòa Séc.